# Kushimoto (Wakayama)
Kushimoto (jap. 串本町, -chō) ist eine Küstenstadt im Landkreis Higashimuro der Präfektur Wakayama in Japan. Sie ist die am südlichsten gelegene Gemeinde auf der Hauptinsel Honshū.

## Geografie
Das sehr hügelige Gemeindegebiet erstreckt sich über eine Länge von rund 30 km entlang der Südspitze der Kii-Halbinsel, wobei die Küste entlang des Pazifischen Ozeans stark durch ihre Ria geprägt ist. In der Nähe verläuft zudem die warme Kuroshio-Meeresströmung, die für fischreiche Gewässer sorgt. Das Stadtzentrum liegt ungefähr in der Mitte auf einer Sandbank. Diese bildet einen Isthmus zum vorgelagerten halbinselförmigen Kap Shionomisaki. Dort befindet sich die südlichste Stelle der japanischen Hauptinsel Honshū. Rund zwei Kilometer östlich des Stadtzentrums liegt die Insel Kii-Ōshima. Teile des Küstengebiets der Stadt liegen innerhalb der Grenzen des Yoshino-Kumano-Nationalparks; dort ist unter anderem die Hashigui-iwa-Felsformation, ein besonderes Naturdenkmal. Nachbargemeinden sind Susami im Westen, Kozagawa im Norden und Nachi-Katsuura im Osten.
Kushimoto hat ein feuchtes Subtropenklima (Köppen Cfa), das durch schwülheiße Sommer und kühle Winter gekennzeichnet ist. Die durchschnittliche Jahrestemperatur beträgt 17,5 °C, die durchschnittliche jährliche Niederschlagsmenge 2515 mm (wobei der September der feuchteste Monat ist). Die Temperaturen sind im August mit durchschnittlich 26,9 °C am höchsten und im Januar mit etwa 8,1 °C am niedrigsten. Das Gebiet ist im Sommer Taifunen und den feuchten Winden des Kuroshio-Stroms ausgesetzt.

## Geschichte
Das heutige Stadtgebiet lag in der alten Provinz Kii. Während der Edo-Zeit war es Teil des Besitzes des Lehens Kishū, das einer Seitenlinie des Tokugawa-Clans mit Sitz in der Burg Wakayama unterstellt war. 1791 ankerten die amerikanischen Schiffe Lady Washington und Grace vor Kushimoto in der Hoffnung, Handelsbeziehungen mit Japan zu knüpfen. Sie wurden jedoch sehr unfreundlich empfangen (Entsendung von Truppen), da Japan damals eine strikte Abschließungspolitik verfolgte.
Mit der Einführung des modernen japanischen Gemeindewesens 1879 wurde Kushimoto zur mura (Dorfgemeinde) innerhalb des Landkreises Nishimuro ernannt. 1890 sank vor der Küste von Kushimoto das osmanische Schiff Ertuğrul, das auf einer diplomatischen Mission nach Japan in einen Taifun geraten war; dabei kamen mehr als 500 Menschen ums Leben. Dieser Unfall schuf in Japan eine allgemeine Sympathie für das türkische Volk und führte zur Schaffung einer soliden Grundlage für die japanisch-türkischen Beziehungen.
1907 erhielt Kushimoto den Stadtstatus. In den folgenden Jahrzehnten wuchs sie durch mehrere Eingemeindungen: 1924 kam Fujihashi hinzu, 1955 Arita, Shiono-Misaki, Tanami und Wabuka sowie 1958 Ōshima. 2005 fusionierte Kushimoto mit der Stadt Koza aus dem Bezirk Higashimuro. Aufgrund seiner engen politischen und wirtschaftlichen Verflechtungen mit der Stadt Shingū wurde Kushimoto mit dieser Fusion Teil des Bezirks Higashimuro.
Aufgrund der strategischen Lage befanden sich in Kushimoto während des Zweiten Weltkriegs zahlreiche militärische Einrichtungen, darunter eine Wasserflugzeugbasis und ein Flugplatz. Beide Stützpunkte wurden im Juli 1945 von der US-Marine und der US-Luftwaffe angegriffen. Der Flugplatz Shionomisaki dient heute als kleiner Stützpunkt der Luftselbstverteidigungsstreitkräfte. Das Kap Shionomisaki war das Epizentrum des Nankai-Erdbebens, das die Region am 21. Dezember 1946 erschütterte. Dies löste einen Tsunami aus, der das Stadtzentrum überflutete und einen großen Teil des Fujihashi-Viertels zerstörte. 1959 traf Taifun Vera direkt auf die Stadt und richtete schwere Schäden an.

## Bilder

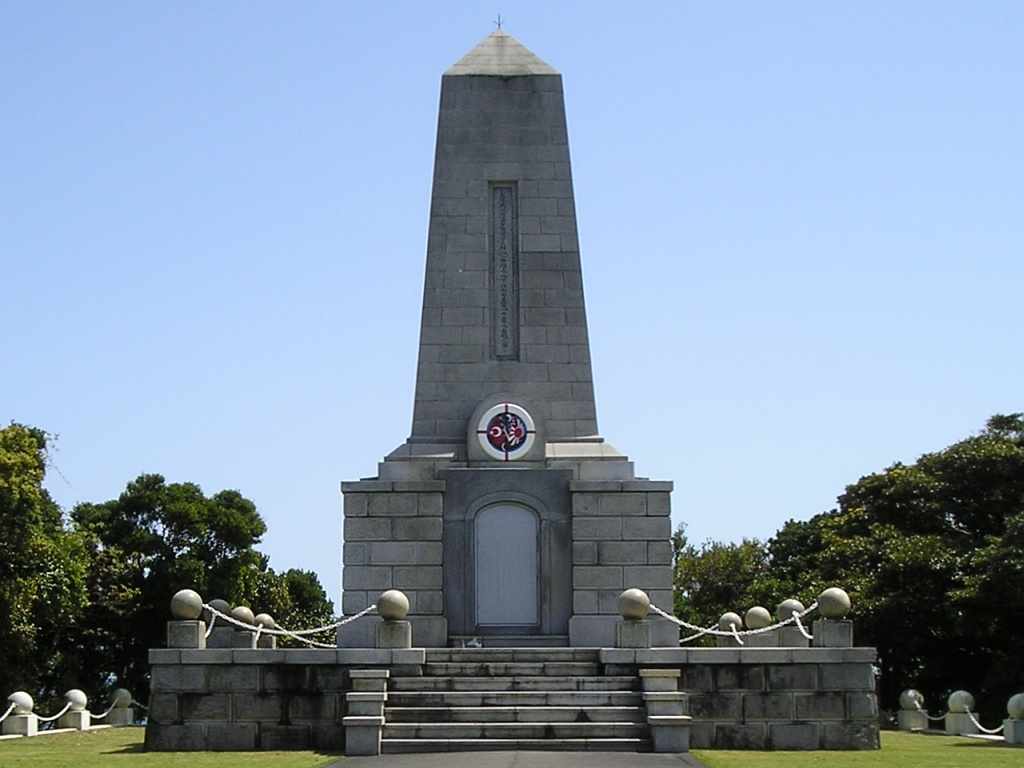
Türkisches Denkmal
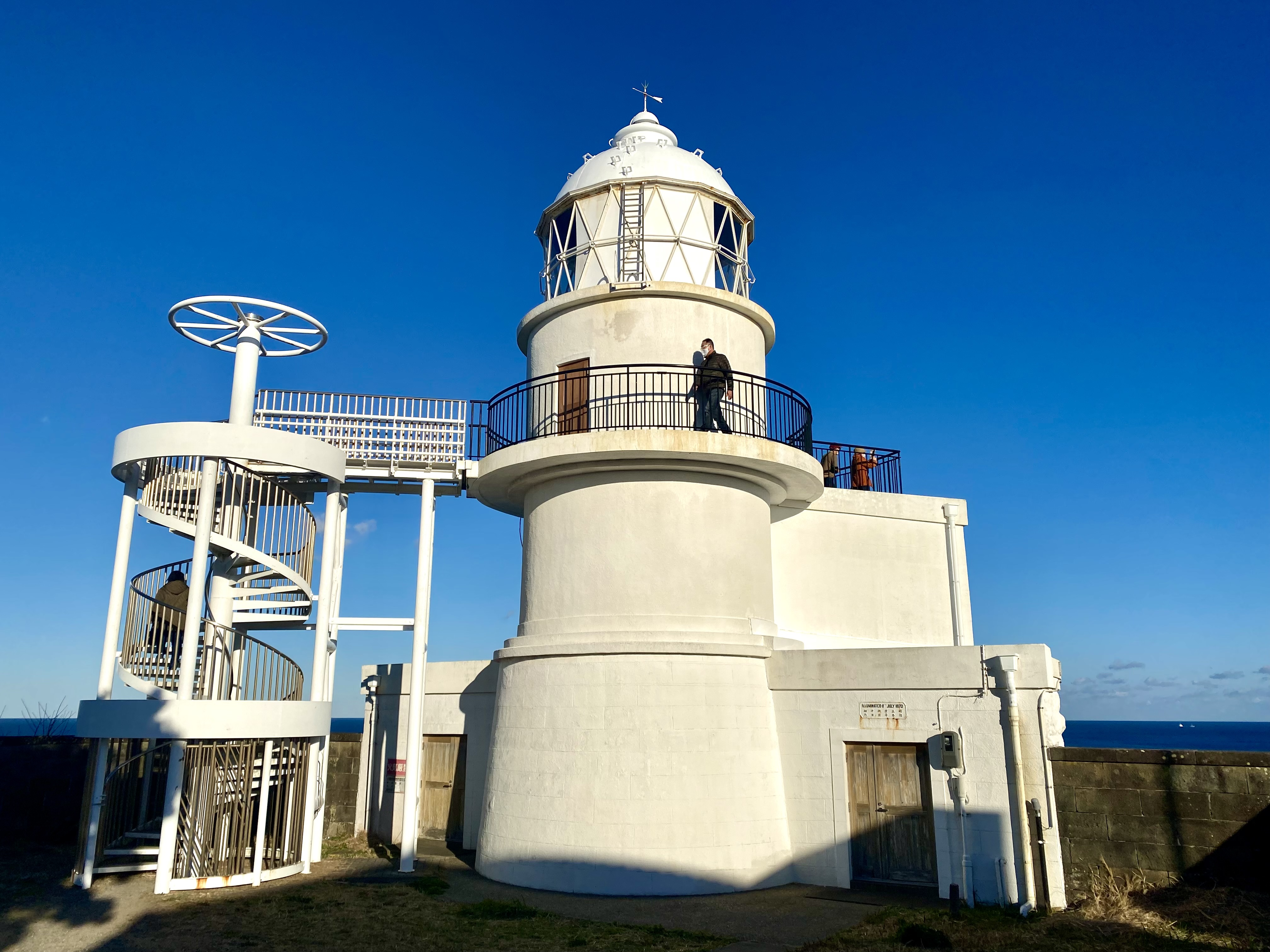
Kashinosaki-Leuchtturm
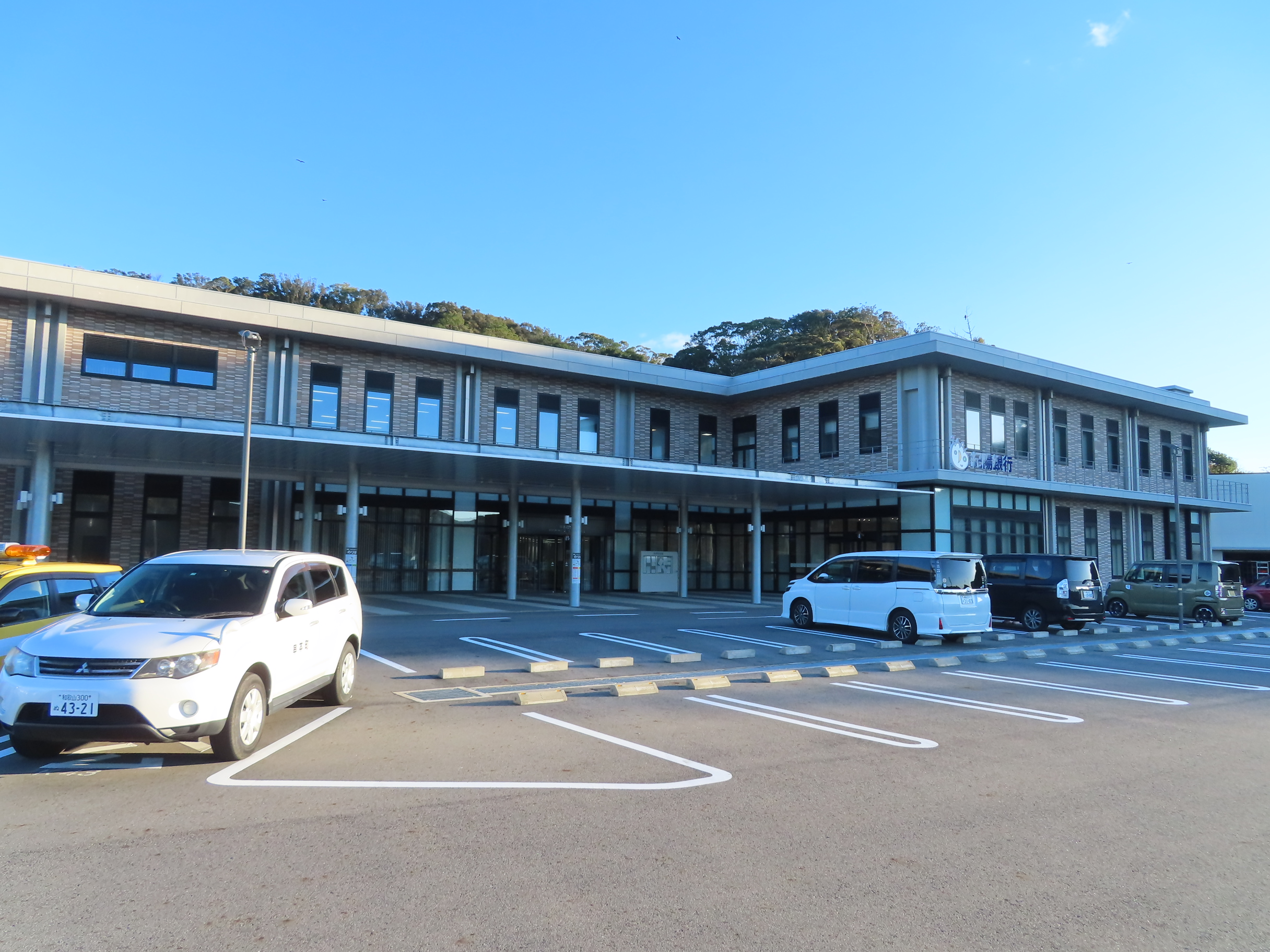
Rathaus
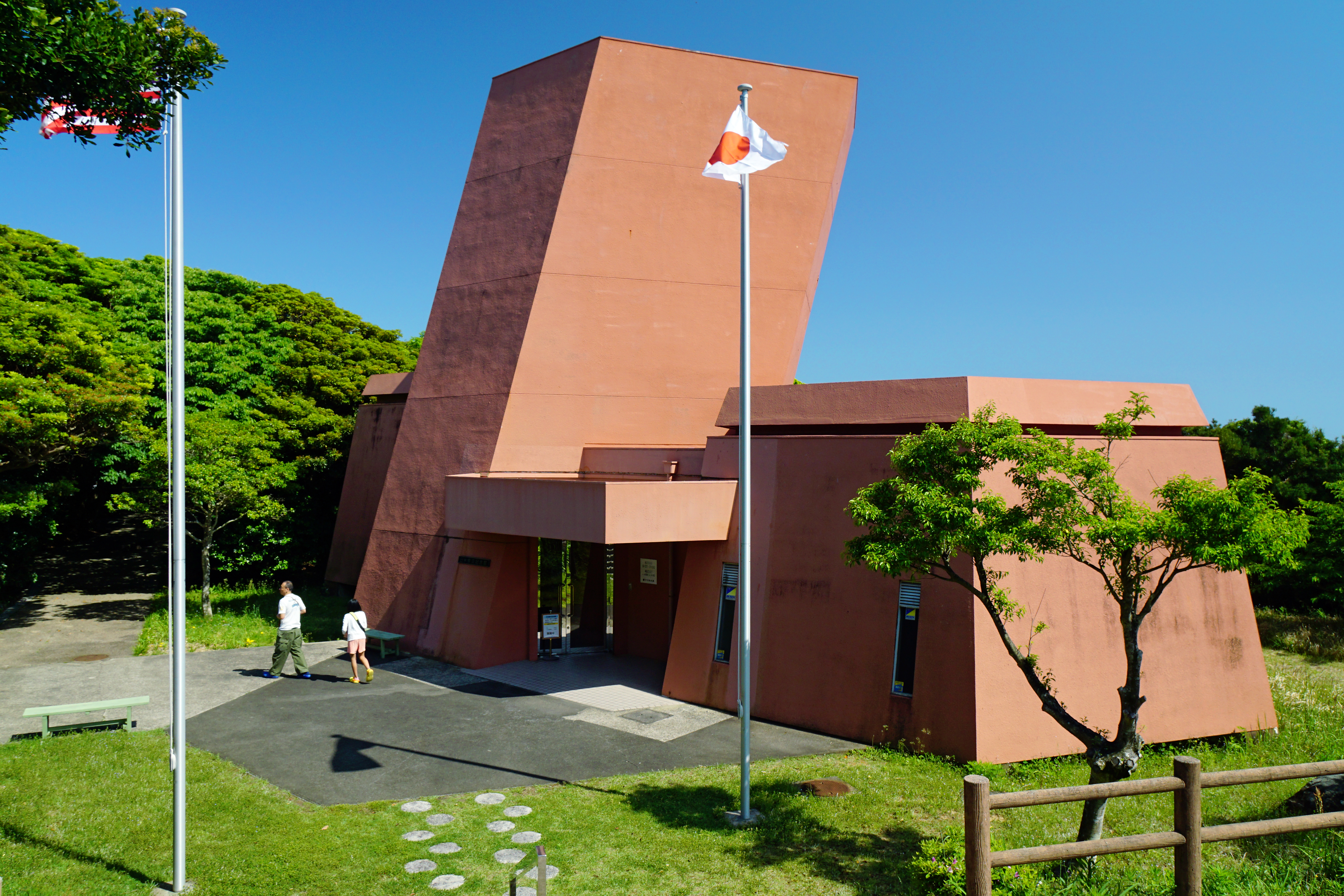
Gedenkstätte der Japanisch-Amerikanischen Freundschaft

## Wirtschaft
Zu den wichtigsten Wirtschaftszweigen gehören der Gartenbau und die kommerzielle Fischerei. Seit 2024 ist der Spaceport Kii in Betrieb, Japans erster kommerzieller Weltraumbahnhof.

## Verkehr
Die bedeutendste Fernstraße ist die Nationalstraße 42 zwischen Hamamatsu oder der Präfekturhauptstadt Wakayama. Anschluss an das Schienennetz besteht über die Kisei-Hauptlinie der Bahngesellschaft JR West, die Wakayama mit Shingū verbindet. Der Bahnhof Kushimoto ist der am südlichsten gelegene auf Honshū.

## Sehenswürdigkeiten
- Kap Shionomisaki
- Kashinosaki-Leuchtturm
- Kii-Ōshima
- Kushimoto Marine Park
- Shionomisaki-Leuchtturm
- Türkisches Denkmal und Museum Kushimoto

## Städtepartnerschaften
- Hemet
- Mersin
- Yakakent

## Persönlichkeiten
- Rin Kubo (* 2008), Mittelstreckenläuferin